# Alin Berescu
Alin Berescu (Timișoara Roemenië, 14 april 1980) is een Roemeense schaker met een FIDE-rating van 2571 in 2005 en 2454 in 2016. Hij is een FIDE internationaal grootmeester (sinds 2007).
In 1991 behaalde hij de derde plaats op het wereldkampioenschap in de categorie jeugd tot 12 jaar.
In 2004 won hij het Pilsen Open toernooi. In 2005 werd hij tweede op het Boekarest Open toernooi. 
Van 25 nov. t/m 6 dec. 2005 speelde hij mee in het toernooi om het kampioenschap van Roemenië dat in Baile Tusnad gespeeld werd. Berescu eindigde met 8 punten uit 11 ronden op de eerste plaats. Ook in 2004 was hij kampioen van Roemenië.
In 2006 eindigde hij als derde in de strijd om de Muresulbeker. In 2007 werd hij gedeeld eerste in Boekarest. In 2009 eindigde hij op een gedeelde tweede plaats op het Kalamaria Open.